# Augochloropsis juani
Augochloropsis juani är en biart som beskrevs av Embrik Strand 1910. Augochloropsis juani ingår i släktet Augochloropsis och familjen vägbin. Inga underarter finns listade.